# Ford Iosis

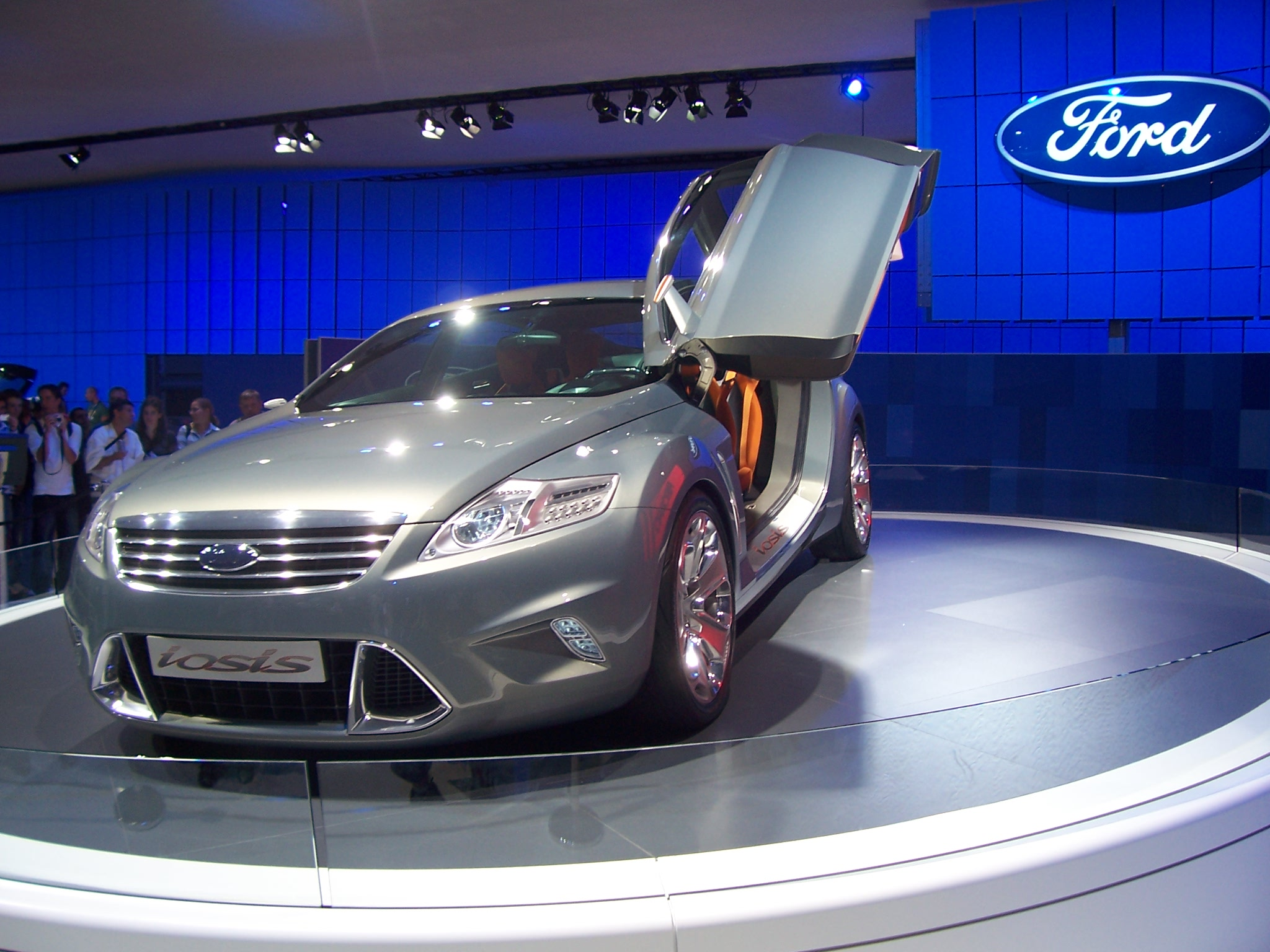
Ford Iosis.

El Ford Iosis es un prototipo de automóvil desarrollado por la filial europea del fabricante estadounidense Ford Motor Company. Es un sedán de cuatro puertas que se vio por primera vez en el Salón del Automóvil de Frankfurt de 2005.
Junto con el Ford SAV (el prototipo del Ford S-Max mostrado en el Salón del Automóvil de Ginebra de ese mismo año), el Iosis mostraba rasgos estilísticos del llamado Kinetic Design, el concepto de diseño que Ford adoptó a toda su gama de modelos europeos de 2005 a 2012, como el Ford Mondeo en 2006, el Ford Kuga en 2007 y el Ford Fiesta en 2008. Entre los elementos estilísticos se encuentran pliegues pronunciados en los laterales, un parabrisas pronunciadamente inclinado y pasarruedas grandes. 
Entre otros desarrollos tecnológicos, tiene puertas traseras de fibra de carbono, y cámaras retrovisoras en lugar de espejos retrovisores laterales.

## Galería de imágenes

El Ford Iosis en el Salón del Automóvil de Frankfurt de 2005
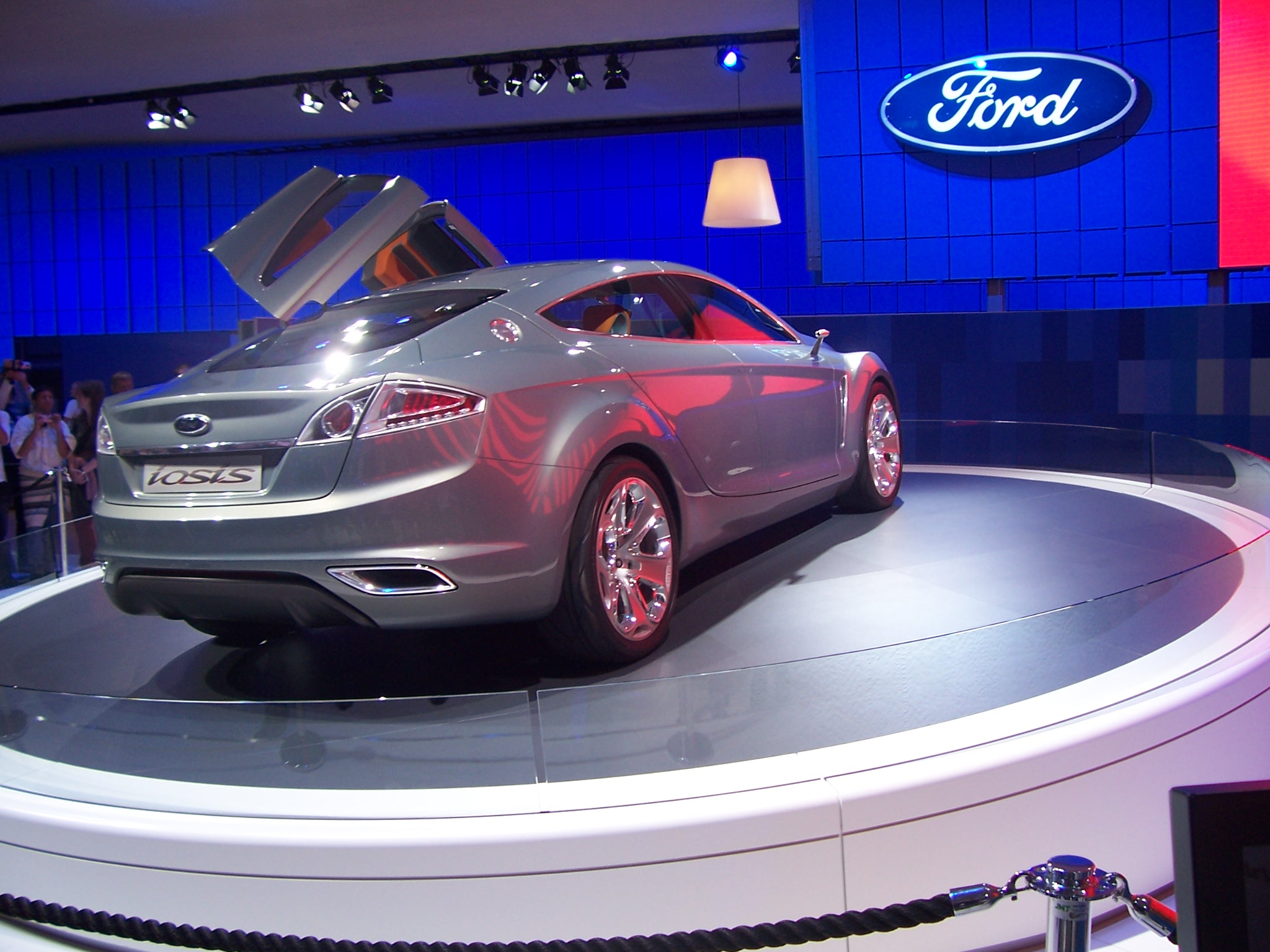
Vista posterior.
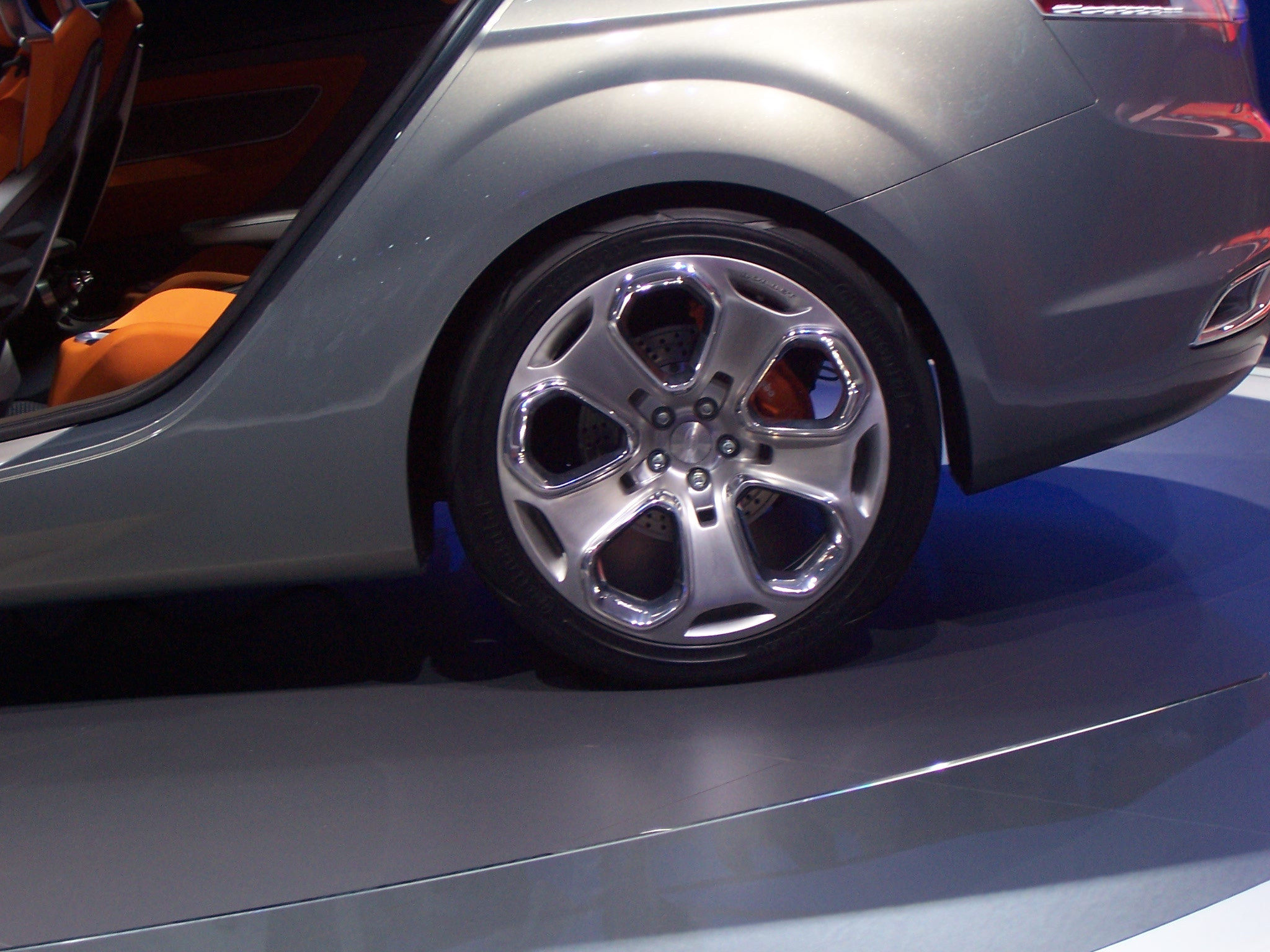
Llantas de 20 pulgadas.
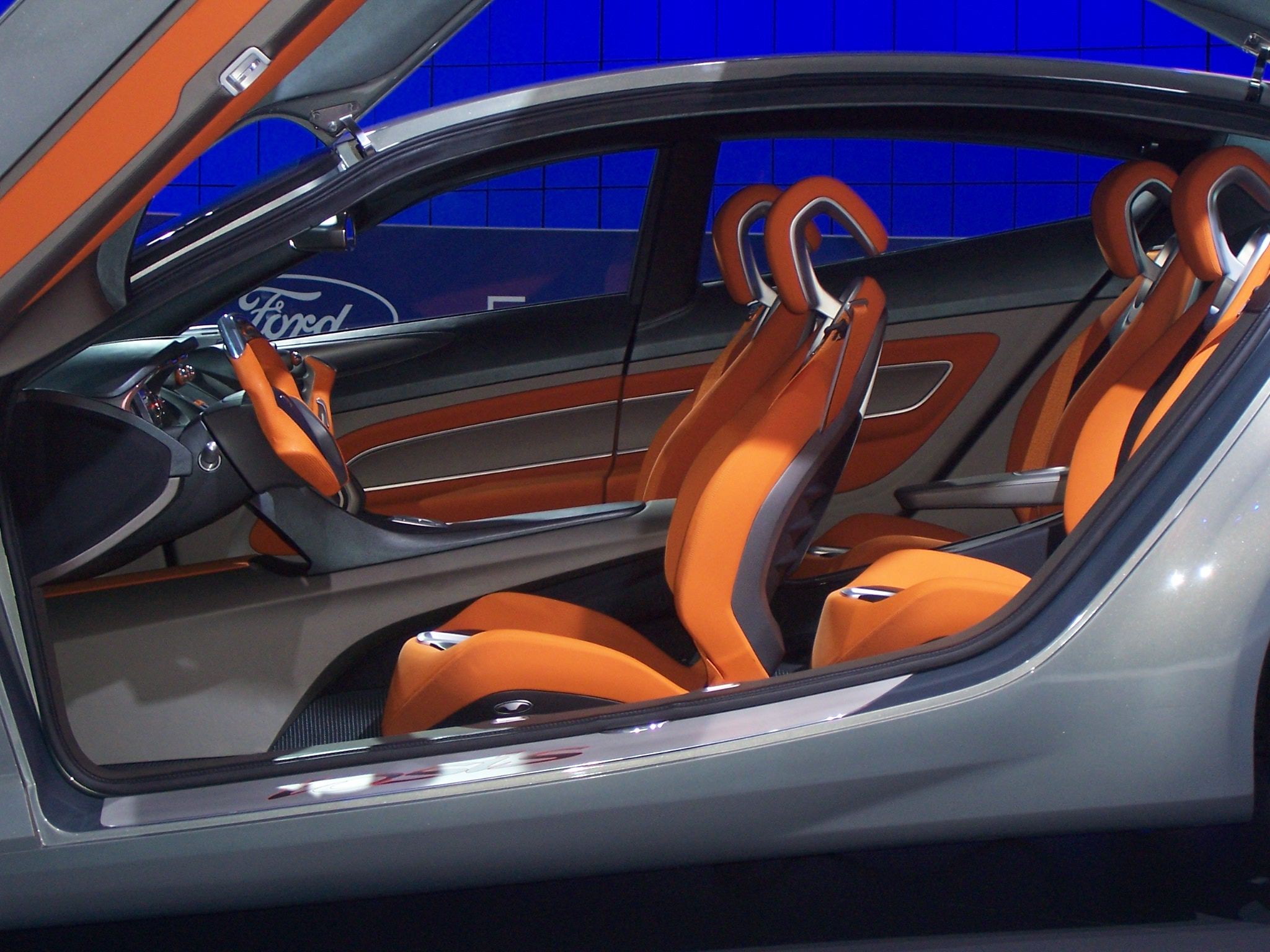
Interior del Ford Iosis.